# Pabellón de la Fama del Caribe
El Pabellón de la Fama del Caribe, fue establecido en 1996 por Juan Francisco Puello Herrera, comisionado de la Confederación de Béisbol Profesional del Caribe.
Este pabellón honra a los jugadores de béisbol más destacados que han logrado hechos significativos en la Serie del Caribe, así como los esfuerzos de las personas que han contribuido al desarrollo del béisbol en el Caribe, y tiene su sede en el Museo del Deporte de Puerto Rico en Guaynabo en Puerto Rico.
En febrero de cada año, durante el transcurso de la serie, los ganadores son votados por los medios y periodistas, así como historiadores de béisbol de México, Puerto Rico, República Dominicana y Venezuela. Cada candidato tiene que recibir por lo menos un 75% de los votos para asegurar su consagración.
Desde 2009, el premio se otorga a las personalidades nacidas en el país anfitrión de la serie.

## Lista de inducidos

### 1996
| Name           | Country            | Position   | Series | Highlights                          | Refs  |
| -------------- | ------------------ | ---------- | ------ | ----------------------------------- | ----- |
| Willard Brown  | United States      | Outfielder | 3      | Most Valuable Player (1953)         | [ 2 ] |
| Rico Carty     | Dominican Republic | Outfielder | 3      | Most Valuable Player (1977)         | [ 2 ] |
| Héctor Espino  | México             | Infielder  | 7      | Most Valuable Player (1974, 1976)   | [ 2 ] |
| Camilo Pascual | Cuba               | Pitcher    | 3      | Tied for the most all-time wins (6) | [ 2 ] |

### 1998
| Name             | Country            | Position   | Series | Highlights                            | Refs  |
| ---------------- | ------------------ | ---------- | ------ | ------------------------------------- | ----- |
| Tony Armas       | Venezuela          | Outfielder | 9      | Set all-time record in home runs (11) | [ 2 ] |
| Manny Mota       | Dominican Republic | Outfielder | 6      | Most Valuable Player (1971)           | [ 2 ] |
| Tony Pérez       | Cuba               | Infielder  | 4      | Most Valuable Player (1967)           | [ 2 ] |
| Héctor Rodríguez | Cuba               | Infielder  | 4      | Champion bat (1950)                   | [ 2 ] |

### 1999
| Name          | Country            | Position   | Series | Highlights                          | Refs  |
| ------------- | ------------------ | ---------- | ------ | ----------------------------------- | ----- |
| Sandy Amorós  | Cuba               | Outfielder | 4      | Champion bat (1952)                 | [ 2 ] |
| Pedro Borbón  | Dominican Republic | Pitcher    | 5      |                                     | [ 2 ] |
| George Brunet | United States      | Pitcher    | 5      |                                     | [ 2 ] |
| Rubén Gómez   | Puerto Rico        | Pitcher    | 7      | Tied for the most all-time wins (6) | [ 2 ] |

### 2000
| Name         | Country     | Position  | Series | Highlights                                                  | Refs  |
| ------------ | ----------- | --------- | ------ | ----------------------------------------------------------- | ----- |
| Luis García  | Venezuela   | Infielder | 8      | Champion bat (1959); all-time leader in 2Bs, runs and games | [ 2 ] |
| Héctor López | Panamá      | Infielder | 5      |                                                             | [ 2 ] |
| Orlando Peña | Cuba        | Pitcher   | 4      |                                                             | [ 2 ] |
| Juan Pizarro | Puerto Rico | Pitcher   | 5      | All-time strikeouts leader (62)                             | [ 2 ] |

### 2001
| Name              | Country       | Position   | Series | Highlights                                | Refs  |
| ----------------- | ------------- | ---------- | ------ | ----------------------------------------- | ----- |
| José Bracho       | Venezuela     | Pitcher    | 6      | Tied for the most all-time wins (6)       | [ 2 ] |
| Wilmer Fields     | United States | Outfielder | 3      | First grand slam in Series history (1949) | [ 2 ] |
| Humberto Robinson | Panamá        | Pitcher    | 6      |                                           | [ 2 ] |
| Vicente Romo      | México        | Pitcher    | 9      |                                           | [ 2 ] |

### 2002
| Name        | Country     | Position | Series | Highlights | Refs  |
| ----------- | ----------- | -------- | ------ | ---------- | ----- |
| Luis Arroyo | Puerto Rico | Pitcher  | 4      |            | [ 4 ] |

### 2003
| Name          | Country     | Position    | Series | Highlights | Refs  |
| ------------- | ----------- | ----------- | ------ | ---------- | ----- |
| Pablo Morales | Venezuela   | Executive   |        |            | [ 5 ] |
| Rodrigo Otero | Puerto Rico | Executive   |        |            | [ 5 ] |
| Oscar Prieto  | Venezuela   | Executive   |        |            | [ 5 ] |
| Felo Ramírez  | Cuba        | Broadcaster |        |            | [ 5 ] |
| José Santiago | Puerto Rico | Pitcher     | 6      |            | [ 5 ] |

### 2004
| Name             | Country            | Position   | Series | Highlights                  | Refs  |
| ---------------- | ------------------ | ---------- | ------ | --------------------------- | ----- |
| George Bell      | Dominican Republic | Outfielder | 2      |                             | [ 6 ] |
| Carmelo Martínez | Puerto Rico        | Outfielder | 1      | Most Valuable Player (1987) | [ 6 ] |
| Luis Olmo        | Puerto Rico        | Outfielder | 4      | Most Valuable Player (1951) | [ 6 ] |
| Monchín Pichardo | Dominican Republic | Executive  |        |                             | [ 6 ] |
| Vic Power        | Puerto Rico        | Infielder  | 8      |                             | [ 6 ] |
| Diego Seguí      | Cuba               | Pitcher    | 4      |                             | [ 6 ] |

### 2005
| Name               | Country       | Position   | Series | Highlights          | Refs  |
| ------------------ | ------------- | ---------- | ------ | ------------------- | ----- |
| Rod Carew          | Panamá        | Infielder  | 1      |                     | [ 7 ] |
| Horacio López Díaz | México        | Executive  |        |                     | [ 7 ] |
| Willie Mays        | United States | Outfielder | 1      |                     | [ 7 ] |
| Minnie Miñoso      | Cuba          | Outfielder | 2      |                     | [ 7 ] |
| Juan Navarrete     | México        | Infielder  | 5      | Champion bat (1995) | [ 7 ] |
| Armando Rodríguez  | Cuba          | Umpire     | 16     |                     | [ 7 ] |
| Víctor Sáiz        | México        | Umpire     | 17     |                     | [ 7 ] |

### 2006
| Name             | Country       | Position   | Series | Highlights          | Refs  |
| ---------------- | ------------- | ---------- | ------ | ------------------- | ----- |
| Dave Concepción  | Venezuela     | Infielder  | 5      |                     | [ 8 ] |
| Celerino Sánchez | México        | Infielder  | 4      |                     | [ 8 ] |
| Pedro Formental  | Cuba          | Outfielder | 3      |                     | [ 8 ] |
| Jerry White      | United States | Outfielder | 3      | Champion bat (1979) | [ 8 ] |

### 2007
| Name               | Country     | Position             | Series | Highlights | Refs  |
| ------------------ | ----------- | -------------------- | ------ | ---------- | ----- |
| Nelson Barrera     | México      | Infielder            | 5      |            | [ 9 ] |
| Héctor Cruz        | Puerto Rico | Outfielder/Infielder | 4      |            | [ 9 ] |
| Edgar Martínez     | Puerto Rico | Infielder            | 3      |            | [ 9 ] |
| Oswaldo Olivares   | Venezuela   | Outfielder           | 4      |            | [ 9 ] |
| Pedro Padrón Panza | Venezuela   | Executive            |        |            | [ 9 ] |
| Pedrín Zorrilla    | Puerto Rico | Executive            |        |            | [ 9 ] |

### 2008
| Name           | Country            | Position             | Series | Highlights | Refs   |
| -------------- | ------------------ | -------------------- | ------ | ---------- | ------ |
| Ubaldo Heredia | Venezuela          | Pitcher              | 5      |            | [ 10 ] |
| Winston Llenas | Dominican Republic | Infielder/Outfielder | 3      |            | [ 10 ] |
| Dickie Thon    | Puerto Rico        | Infielder            | 4      |            | [ 10 ] |

### 2009
| Name            | Country | Position | Series | Highlights | Refs   |
| --------------- | ------- | -------- | ------ | ---------- | ------ |
| Eduardo Acosta  | México  | Pitcher  | 3      |            | [ 11 ] |
| Mercedes Esquer | México  | Pitcher  | 7      |            | [ 11 ] |

### 2010
| Name           | Country   | Position   | Series | Highlights | Refs   |
| -------------- | --------- | ---------- | ------ | ---------- | ------ |
| Wilson Álvarez | Venezuela | Pitcher    | 4      |            | [ 12 ] |
| Oscar Azócar   | Venezuela | Outfielder | 3      |            | [ 12 ] |

### 2011
| Name            | Country     | Position   | Series | Highlights                               | Refs   |
| --------------- | ----------- | ---------- | ------ | ---------------------------------------- | ------ |
| Roberto Alomar  | Puerto Rico | Infielder  | 4      | Most Valuable Player (1995)              | [ 13 ] |
| Carlos Baerga   | Puerto Rico | Infielder  | 7      |                                          | [ 13 ] |
| Luis DeLeón     | Puerto Rico | Pitcher    | 12     | All-time record for the most appearances | [ 13 ] |
| Candy Maldonado | Puerto Rico | Outfielder | 3      |                                          | [ 13 ] |

### 2012
| Name            | Country            | Position  | Series | Highlights                        | Refs   |
| --------------- | ------------------ | --------- | ------ | --------------------------------- | ------ |
| Joaquín Andújar | Dominican Republic | Pitcher   | 3      |                                   | [ 14 ] |
| Neifi Pérez     | Dominican Republic | Infielder | 3      | Most Valuable Player (1998, 1999) | [ 14 ] |

### 2013
| Name                | Country | Position        | Series | Highlights | Refs   |
| ------------------- | ------- | --------------- | ------ | ---------- | ------ |
| Houston Jiménez     | México  | Shortstop       | 4      |            | [ 15 ] |
| Francisco Estrada   | México  | Catcher/Manager | 13     |            | [ 15 ] |
| Arturo León Lerma   | México  | Executive       |        |            | [ 15 ] |
| Ever Magallanes     | México  | Shortstop       | 3      |            | [ 15 ] |
| Fernando Valenzuela | México  | Pitcher         | 3      |            | [ 15 ] |
| Renato Vega         | México  | Executive       |        |            | [ 15 ] |

### 2014
| Name            | Country   | Position      | Series | Highlights | Refs   |
| --------------- | --------- | ------------- | ------ | ---------- | ------ |
| Jesús Alfaro    | Venezuela | Third baseman |        |            | [ 16 ] |
| Álvaro Espinoza | Venezuela | Shortstop     |        |            | [ 16 ] |
| Carlos Quintana | Venezuela | First baseman |        |            | [ 16 ] |

### 2015
| Name              | Country     | Position       | Series | Highlights                                                             | Refs   |
| ----------------- | ----------- | -------------- | ------ | ---------------------------------------------------------------------- | ------ |
| Roberto Clemente  | Puerto Rico | Right fielder  |        |                                                                        | [ 17 ] |
| Juan González     | Puerto Rico | Right fielder  |        |                                                                        | [ 17 ] |
| Conrado Marrero   | Cuba        | Pitcher        |        | First Latin pitcher to threw a shutout (1954)                          | [ 17 ] |
| Napoleón Reyes    | Cuba        | Manager        |        | Only manager to win consecutive titles (1957–1958)                     | [ 17 ] |
| Héctor Villanueva | Puerto Rico | Cácher         |        | Most Valuable Player (1993) Three-time leader in RBI (1990; 1992–1993) | [ 16 ] |
| Bernie Williams   | Puerto Rico | Center fielder |        |                                                                        | [ 16 ] |

### 2016
| Name            | Country              | Position      | Series | Highlights                                                            | Refs   |
| --------------- | -------------------- | ------------- | ------ | --------------------------------------------------------------------- | ------ |
| Felipe Alou     | República Dominicana | Manager       | 5      | win the title in 1990                                                 | [ 18 ] |
| Tony Peña       | República Dominicana | Cácher        | 8      |                                                                       | [ 18 ] |
| Luis Polonia    | República Dominicana | Left fielder  | 14     | All-time leader in Games, At Bats, Hits, and Doubles Hits             | [ 18 ] |
| Gerónimo Berroa | República Dominicana | Right fielder | 6      | Most Valuable Player (1990, 1991) Two-time leader in RBI (1990, 1991) | [ 18 ] |

### 2017
| Name             | Country | Position  | Series | Highlights                                        | Refs   |
| ---------------- | ------- | --------- | ------ | ------------------------------------------------- | ------ |
| Vinicio Castilla | México  | Infielder | 5      | win the title in 2005                             | [ 19 ] |
| Erubiel Durazo   | México  | Infielder | 4      | win the title in 2005 Most Valuable Player (2001) | [ 19 ] |
| Miguel Flores    | México  | Infielder | 4      | win the title in 2005                             | [ 19 ] |
| Benjamín Reyes   | México  | Manager   | 4      | win the title in 1976, 1986                       | [ 19 ] |
| Alfonso Araujo   | México  | Propeller |        |                                                   | [ 19 ] |
| Juan Manuel Ley  | México  | Executive |        |                                                   | [ 19 ] |